# Proceratophrys appendiculata
Proceratophrys appendiculata es una especie de ránidos endémico de Brasil. 
Está amenazada de extinción por la pérdida de su hábitat natural.